# Kőszeghy Miklós
Kőszeghy Miklós (Budapest, 1964. június 29.–):  történész, egyetemi docens.

## Tanulmányai
1982-ben érettségizett a budapesti Piarista Gimnáziumban, 1983-89 között az Eötvös Loránd Tudományegyetem Bölcsészettudományi Karán történelem szakon végezte tanulmányait. 
1998-ban érte el a PhD-fokozatot a Baseli Egyetemen, 2001-ben pedig az Evangélikus Hittudományi Egyetemen (EHE) habilitált. 

## Munkássága
A Károli Gáspár Református Egyetemen 1998–2010 között egyetemi docens; 1998–2000-ig az Ókortörténeti Tanszék tanszékvezető egyetemi docense volt. A Pázmány Péter Katolikus Egyetem Bölcsészettudományi Karán a Hebraisztikai Tanszéken 1998-tól vendégelőadó, 2011-től az Ókortörténeti és Orientalisztikai Intézet egyetemi docense, Külügyi dékánhelyettes.

## Művei
- Dávid. "Tud lantot pengetni, harcra termett és vele van az Úr"; Új Mandátum, Bp., 2001 (Kréné)
- Cseréplevelek. Héber feliratok a fogság előtti Palesztinából; Új Mandátum, Bp., 2003 (Kréné)
- Salamon, avagy A történet vége; Új Mandátum, Bp., 2005 (Kréné)
- Szlávik Gábor–Kőszeghy Miklós: Az ókori világ kislexikona. A görög-római világ. Az ókori Közel-Kelet világa; Fiesta, Bp., 2006 (A tudás könyvtára)
- Der Streit um Babel in den Büchern Jesaja und Jeremia, Stuttgart, Kohlhammer, 2007
- Föld alatti Izrael - Az Ószövetség világának anyagi kultúrája, Budapest, L'Harmattan, 2014